# Olympische Winterspiele 1998/Teilnehmer (Moldau)
| Gelbes Symbol für Goldmedaillen mit stilisierten Olympischen Ringen | Graues Symbol für Silbermedaillen mit stilisierten Olympischen Ringen | Braundes Symbol für Bronzemedaillen mit stilisierten Olympischen Ringen |
| ------------------------------------------------------------------- | --------------------------------------------------------------------- | ----------------------------------------------------------------------- |
| —                                                                   | —                                                                     | —                                                                       |

Die Republik Moldau nahm an den Olympischen Winterspielen 1998 im japanischen Nagano mit einer Delegation von zwei Athleten im Biathlon teil, davon ein Mann und eine Frau. Ein Medaillengewinn gelang keinem der Athleten.
Fahnenträger bei der Eröffnungsfeier war der Biathlet Ion Bucsa.

## Teilnehmer nach Sportarten

### Biathlon
Männer
- Ion Bucsa
10 km Sprint: 71. Platz (36:33,8 min)
20 km Einzel: 70. Platz (1:11:27,5 h)

Frauen
- Elena Gorohova
7,5 km Sprint: 62. Platz (28:21,5 min)
15 km Einzel: 62. Platz (1:09:18,1 h)